# Andechy Communal Cemetery
Andechy Communal Cemetery is een begraafplaats gelegen in de plaats Andechy in het Franse departement Somme. De militaire graven worden onderhouden door de Commonwealth War Graves Commission.
De begraafplaats telt geen geïdentificeerde graven en slechts een ongeïdentificeerd graf.